# Rai 5
Rai 5 – włoska, publiczna stacja telewizyjna należącą do Radiotelevisione Italiana (RAI), o tematyce kulturalnej. Rozpoczęła ona emisję 26 listopada 2010 roku, zastępując kanał Rai Extra. Dyrektorem jest Pasquale D'Alessandro.
Według danych z marca 2011 roku kanał miał udziały w rynku wynoszące 0.15%. Jest on dostępny za pośrednictwem satelity Hotbird 9 (13°E) w platformie cyfrowej Tivù Sat na kanale 20 oraz w naziemnej telewizji cyfrowej (DVB-T) w multipleksie 4. Rai 5 na satelicie kodowany jest w systemie Nagravision 3.
W internecie dostępny jest także streaming kanału.